# Fall Rot

Fall Rot 13 juni - 25 juni 1940

Fall Rot was het militair plan van het Duitse OKW om Frankrijk aan te vallen en in te nemen tijdens de Tweede Wereldoorlog. Het was de tweede fase van de verovering van Frankrijk, begonnen op 5 juni 1940. Deze militaire actie werd uitgevoerd tijdens de Slag om Frankrijk, voorafgegaan door Fall Gelb. De uitkomst van Operatie Fall Gelb zou beslissen of Frankrijk aangevallen zou worden, dat was voor de inval nog niet zeker.
Operatie Fall Rot bestond uit twee suboperaties: eerst een voorbereidende aanval ten westen van de Somme, richting de Seine, nadat de British Expeditionary Force bij Duinkerken was verdreven; het grote offensief begon op 9 juni 1940 bij de Aisne. Het Franse front werd doorbroken en de legers in de Maginotlinie werden op 17 juni afgesneden. Diezelfde dag vroeg Frankrijk om een wapenstilstand en op 25 juni capituleerde Frankrijk officieel.

## Achtergrond
Eind mei 1940 waren de best uitgeruste Franse legers naar het noorden gezonden en verloren gegaan in Fall Gelb en de evacuatie uit Duinkerken, die de Geallieerden 61 divisies kostte. De Franse bevelhebber Maxime Weygand werd geconfronteerd met het vooruitzicht om een front van 965 km te verdedigen van Sedan, langs de Aisne en de Somme tot Abbeville aan het Kanaal, met 64 Franse divisies. De 51e (Hoogland) Infanteriedivisie en een paar Britse divisies die naar Franse havens ten zuiden van de Somme werden gestuurd om de "2de Brits Expeditieleger" te vormen, waren de enige Britse inbreng. Weygand ontbrak het aan reserves om een doorbraak tegen 142 Duitse divisies en de Luftwaffe, die het luchtoverwicht had, behalve boven het Engelse Kanaal.
Tussen de zes en tien miljoen burgervluchtelingen waren de gevechten ontvlucht en verstopten de wegen, in wat bekend werd als L'Éxode (De Exodus) en er waren weinig regelingen getroffen voor hun opvang. De bevolking van Chartres daalde van 23.000 naar 800 en die van Lille van 200.000 naar 20.000, terwijl steden in het zuiden zoals Pau en Bordeaux snel in omvang toenamen.

## Prelude

### Slag bij Abbeville
De Slag om Abbeville vond plaats van 28 mei tot 4 juni 1940 bij Abbeville tijdens de Slag om Frankrijk in de Tweede Wereldoorlog. Terwijl Operatie Dynamo, de evacuatie van Duinkerken, aan de gang was, probeerde Weygand gebruik te maken van de stilstand van de Duitse troepen, om noordwaarts over de Somme aan te vallen en de gevangen Geallieerde troepen in Duinkerken te redden. De aanval werd uitgevoerd door de Franse 2e Divisie cuirassée (2e DCr, zware pantserdivisie) en 4e Divisie cuirassée (4e DCr) en de Britse 1e Pantserdivisie. De aanvallen verkleinden de omvang van het Duitse bruggenhoofd met ongeveer 50 procent.

### Weygand linie
De Franse legers waren teruggevallen op hun bevoorradings- en communicatielijnen en hadden gemakkelijker toegang tot reparatiewerkplaatsen, voorraadopslagplaatsen en voorraden. Ongeveer 112.000 geëvacueerde Franse soldaten werden gerepatrieerd via de Normandische en de Bretonse havens. Het was een soort substituut voor de verloren divisies in Vlaanderen. De Fransen konden ook een aanzienlijk deel van hun pantserverliezen goedmaken en verhoogden het 1e en 2e DCr; ook het 4e DCr liet zijn verliezen vervangen; het moreel steeg en was zeer hoog tegen eind mei 1940.
Het moreel verbeterde omdat de meeste Franse soldaten alleen van horen zeggen op de hoogte waren van Duitse successen; overlevende Franse officieren hadden tactische ervaring opgedaan tegen Duitse mobiele eenheden en hadden meer vertrouwen in hun wapens, nadat ze hun artillerie (die in de post-battle analyse van de Wehrmacht als technisch uitstekend werd erkend) en tanks beter hadden zien presteren in de strijd dan de Duitse bepantsering. De Franse tanks hadden zwaardere bepantsering en grotere kanonnen. Tussen 23 en 28 mei hergroepeerden de Fransen het Zevende en Tiende Leger. Weygand besloot tot de egel tactiek, in diepteverdediging, om maximale uitputting toe te brengen aan de Duitse eenheden. Hij zette eenheden in steden en kleine dorpen in, die werden voorbereid op een all-round verdediging. Daarachter stonden de nieuwe infanterie-, pantser- en half gemechaniseerde divisies klaar om tegenaanvallen te doen en de omsingelde eenheden te ontzetten, die de opdracht kregen koste wat kost stand te houden.
Fall Blau · Fall Gelb · Fall Grün · Fall Grün 2 · Fall Rot · Fall Weiss